# 옥춘당
옥춘당(玉春糖, 문화어: 색구슬사탕) 또는 옥춘(玉春)은 쌀가루로 만든 한국 전통 사탕이다. 동글납작한 빨간 사탕을 흰색, 노란색, 초록색 등 여러 빛깔로 장식해 만든다.
제사상이나 환갑잔치상 등 큰상을 차릴 때 올라가는 음식이다.

## 사진첩

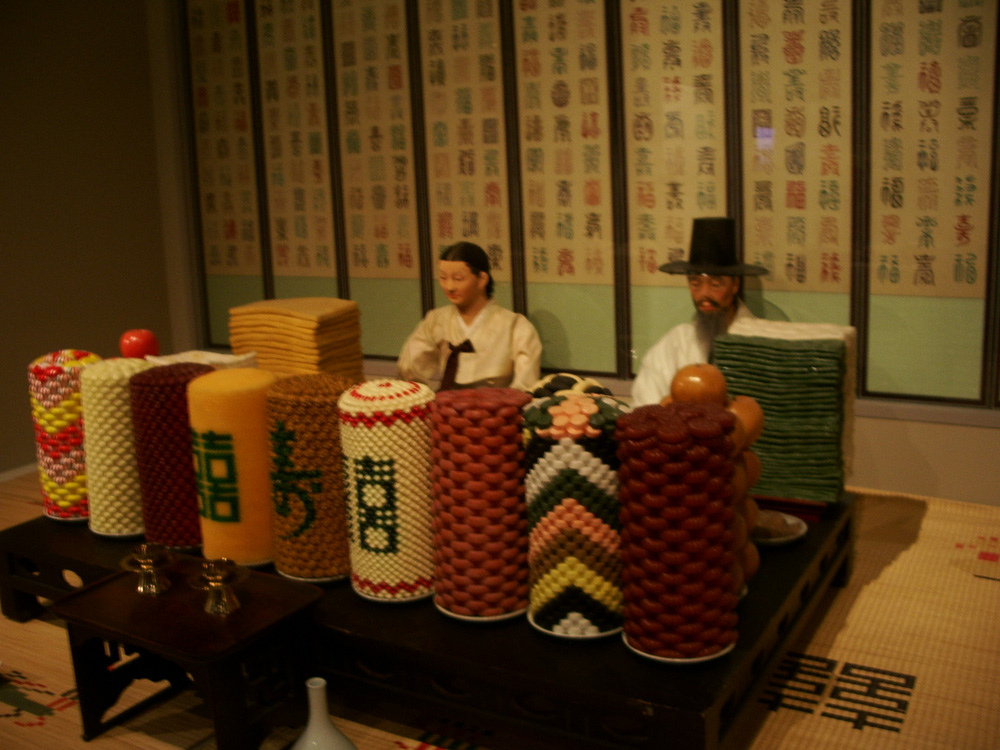
(맨 왼쪽 더미) 환갑 잔치상에 높이 쌓아 올린 옥춘당